# Garbade (Togo)
Garbade (auch Guarbade genannt) ist ein Ort im Norden der Region Plateaux an der Grenze zur Region Centrale im westafrikanischen Staat Togo. Garbade gehört zur Präfektur Wawa mit Verwaltungssitz in Badou. Er liegt auf einer Höhe von 247 Metern und zählt 7404 Einwohner.

## Geschichte
Der Name stammt aus der deutschen Kolonialzeit von 1884 bis 1916 und bezieht sich auf das Geschlecht der Norddeutschen Familie Garbade, in Togo wird der Ort auch Guarbade genannt.